# Glissjöberg
Glissjöberg är en by, vid SCB:s avgränsning 2015 klassad som en småort men ej 2020, i Svegs distrikt (Svegs socken) i Härjedalens kommun, Jämtlands län (Härjedalen). Byn ligger vid norra änden av Svegssjön och Riksväg 84, cirka 20 kilometer västerut från tätorten Sveg. Länsväg 500 mot Mosätt samt Länsväg 503 inom byn utgår här från Riksväg 84.
Glissjöberg betyder "Glittrande sjön vid berget".
Boken "Två byar - en annan historia" är en reportagebok om byarna Glissjöberg och Mosätt. Boken innehåller register över samtliga personer som nämns och deras gårdar / boställe. Boken grundar sig i huvudsak på intervjuer med bybor som bott i de båda byarna. Boken utkom år 2000 på förlag Svenska Vyer. Boken är rikt illustrerad med både gamla och nyare bilder. De äldre bilderna lånade från glasplåtar på Jamtlis bildarkiv.